# Brevimyrus niger
Brevimyrus niger ist ein afrikanischer Süßwasserfisch aus der Familie der Nilhechte (Mormyridae). Sein Verbreitungsgebiet reicht vom Senegal und Gambia über den Niger, den Volta, den Ouémé und den Chad bis zum Cross River im südöstlichen Nigeria.

## Merkmale
Die Art erreicht eine Länge von 13 bis 15 cm und hat einen mäßig hohen Körper, dessen Höhe 23 bis 34 % der Standardlänge erreichen kann. Der Kopf ist genau so lang wie hoch und von oben gesehen U-förmig. Die Schnauze, bei Fischen der Bereich zwischen dem vorderen Augenrand und dem vorderen Kopfende, ist sehr kurz und macht nur 17 bis 20 % der Kopflänge aus. Die Augen sind etwas kleiner als die Schnauzenlänge. Das obere Kopfprofil ist leicht konvex und am Ende fast gerade, wie auch die Rückenlinie bis zur Rückenflosse. Das Maul ist endständig, eine Kinnschwellung ist nicht vorhanden. Die Zähne sind zweispitzig, fünf finden sich im Oberkiefer und 4 bis 9 im Unterkiefer. Die Brustflossen sind genau so lang wie der Kopf und reichen bis zum Ende der Bauchflossen. Die Rückenflosse ist kürzer als die Afterflosse, die Länge ihrer Basis beträgt 51 bis 78 % der Afterflossenbasis. Die Afterflosse beginnt vor der Rückenflosse und endet kurz hinter ihr. Der Schwanzstiels ist doppelt so lang wie hoch. Die gegabelten Schwanzflosse ist über ein Drittel ihrer Länge beschuppt.
Brevimyrus niger ist silbrig gefärbt, der Rücken kann auch golden schimmern. Der Rücken und die Körperseiten sind mit unregelmäßigen Flecken gemustert.
- Flossenformel: Dorsale 14–20, Anale 24–30.
- Schuppenformel: SL 43–57, 8–12 Schuppenreihen zwischen Seitenlinie und Rückenflosse, 10–13 zwischen Seitenlinie und Bauchflossen und 12 rund um den Schwanzstiel.

## Systematik
Brevimyrus niger ist die einzige Art der damit monotypischen Gattung Brevimyrus und die Schwesterart von Hyperopisus bebe.

## Lebensweise
Brevimyrus niger bewohnt dichte Pflanzenbestände und ernährt sich von Insekten, die die Fische für gewöhnlich vom Gewässerboden aufnehmen. Wie alle Nilhechte ist Brevimyrus niger zur Elektrokommunikation und Elektroorientierung fähig.